# Cooter Davenport
Pour les articles homonymes, voir Davenport.
Cooter Davenport est un personnage de fiction créé pour la série télévisée Shérif, fais-moi peur, dans laquelle il est interprété par Ben Jones.

## Biographie fictive
Cooter Davenport est un mécanicien vivant dans une zone non incorporée du Comté de Hazzard dans l’État de Géorgie. Il est le propriétaire du The Hazzard County Garage dans Hazzard County Square, juste à côté du commissariat et de la banque du Comté.
Il est ami avec les cousins Bo et Luke Duke. Il répare régulièrement leur Dodge Charger de 1969, surnommée « General Lee », qu'ils endommagent très souvent. Il passe quasiment tout son temps dans son garage, il peut même y dormir. 
Lorsque toute l'équipe revient à Hazzard, on découvre qu'il a tenté de devenir membre du Congrès des États-Unis.

## Véhicules conduits
Cooter conduit principalement des camions et camionnettes :
- Dans la première saison, il conduit un Chevy C-10 de 1969 marron.
- Dans la seconde saison, il conduit un Ford F 350 Custom de 1967 bleu et blanc, ainsi qu'un pick-up Chevrolet bleu de 1968.
- Dans la troisième saison et la 1re partie de la 4e, il conduit un Ford F 350 Custom de 1978-1979 jaune.
- Jusqu'à la fin de la série, il conduit un GMC C-Series 1968 bleu et blanc.

## Œuvres où le personnage apparaît

### Télévision
- 1979-1985 : Shérif, fais-moi peur (The Dukes of Hazzard) (série télévisée) - interprété par Ben Jones
- 1997 : Shérif Réunion (The Dukes of Hazzard: Reunion!) (téléfilm) de Lewis Teague - interprété par Ben Jones
- 2000 : Les Duke à Hollywood (The Dukes of Hazzard: Hazzard in Hollywood) (téléfilm) de Bradford May - interprété par Ben Jones
- 2007 : Shérif, fais-moi peur : Naissance d'une légende (The Dukes of Hazzard: The Beginning) (téléfilm) de Robert Berlinger - interprété par Joel Moore

### Cinéma
- 1975 : Moonrunners de Gy Waldron - interprété par Bill Gribble. Le personnage s'appelle Cooter Pettigrew mais sera, comme quasiment tout le film, la base de ce que sera la série
- 2005 : Shérif, fais-moi peur (The Dukes of Hazzard) de Jay Chandrasekhar - interprété par David Koechner